# Dysfunctional
Dysfunctional es el quinto álbum de estudio de la banda estadounidense de hard rock y heavy metal Dokken, publicado en 1995 por el sello Columbia, siendo el primer trabajo con material nuevo tras la reunión del grupo en 1993.
Las canciones habían sido escritas por Don Dokken para un eventual lanzamiento en su carrera en solitario. Sin embargo, estas fueron reescritas y regrabadas por los otros miembros para la reunión de la banda. Recibió poca repercusión en las radios de los Estados Unidos y solo alcanzó el puesto 47 en la lista Billboard 200. Hasta el 2013, Don Dokken afirmó que el disco había vendido un poco más de 400 000 copias.
Para promocionarlo, se lanzó el tema «Too High to Fly» como sencillo, que alcanzó en la lista estadounidense Mainstream Rock Tracks la posición 29.

## Lista de canciones
| N.º | Título                | Escritor(es)          | Duración |  |
| 1.  | «Inside Looking Out»  | Dokken, Pilson        | 4:08     |  |
| 2.  | «Hole in My Head»     | Dokken, Pilson, Brown | 4:33     |  |
| 3.  | «The Maze»            | Dokken, Lynch, Pilson | 4:50     |  |
| 4.  | «Too High to Fly»     | Dokken, Lynch         | 7:10     |  |
| 5.  | «Nothing Left to Say» | Dokken, Pilson        | 4:30     |  |
| 6.  | «Shadows of Life»     | Dokken, Pilson        | 4:33     |  |
| 7.  | «Long Way Home»       | Dokken, Lynch, Pilson | 5:12     |  |
| 8.  | «Sweet Chains»        | Dokken                | 5:46     |  |
| 9.  | «Lesser of Two Evils» | Dokken, Lynch, Pilson | 4:03     |  |
| 10. | «What Price»          | Dokken, Pilson, Brown | 5:45     |  |
| 11. | «From the Beginning»  | Greg Lake             | 4:12     |  |

| Pista adicional solo para Japón |                           |              |          |  |
| N.º                             | Título                    | Escritor(es) | Duración |  |
| 12.                             | «When the Good Die Young» | Lynch        | 4:55     |  |

## Músicos
- Don Dokken: voz y guitarra rítmica
- George Lynch: guitarra líder
- Jeff Pilson: bajo
- Mick Brown: batería